# إستيبان بيكر
إستيبان بيكر (بالإسبانية: Esteban Becker Churukian)‏ مواليد 31 أغسطس 1964 في برنال، هو لاعب كرة قدم أرجنتيني سابق كان يلعب كلاعب وسط، وهو حاليا مدرب.

## وصلات خارجية
- إستيبان بيكر على موقع قاعدة بيانات كرة القدم.إي يو (الإنجليزية)

- الموقع الرسمي